# Mario Merz

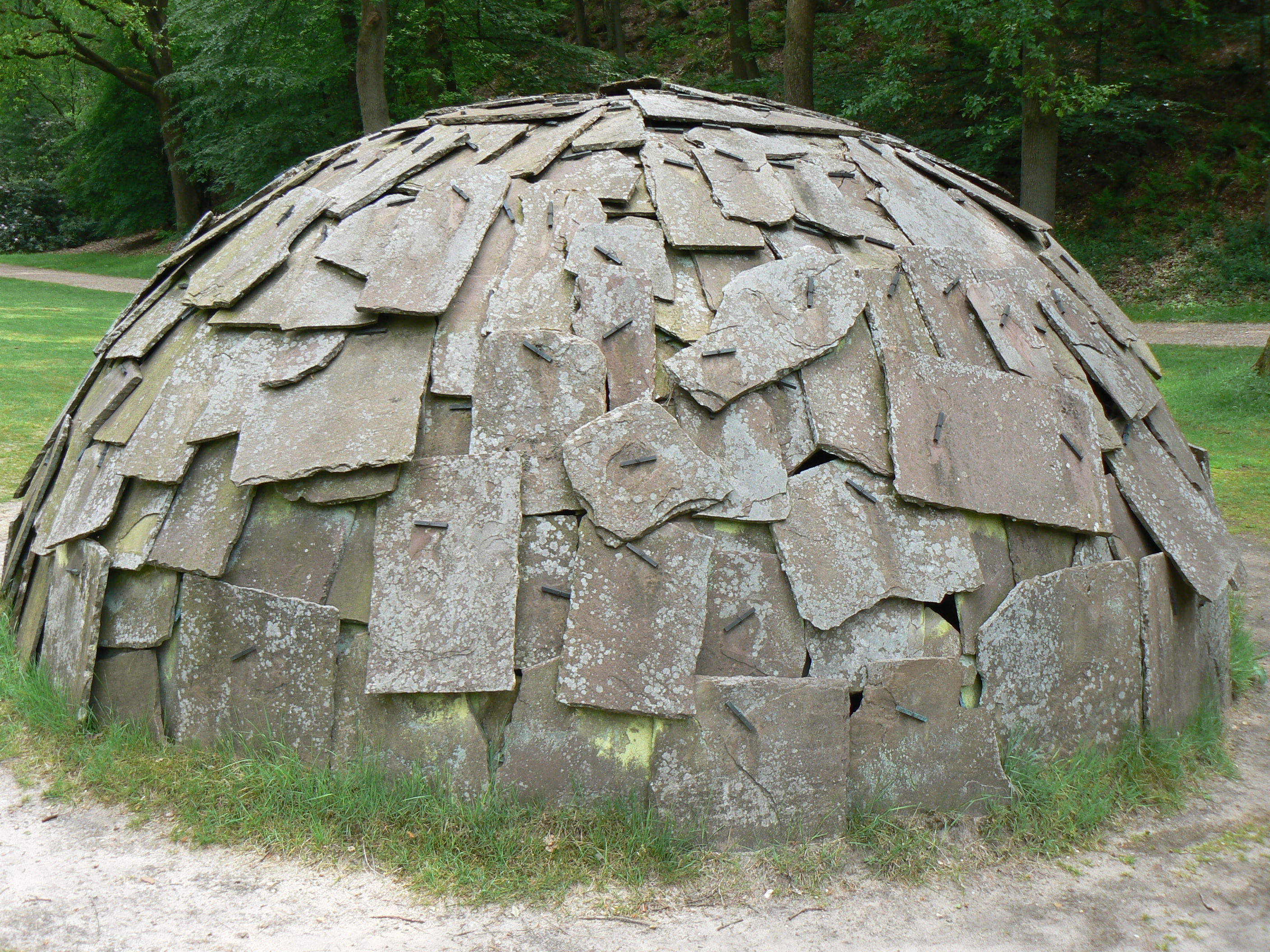
Escultura de pedra do iglu. Holanda

Mario Merz (Milão, 1° de janeiro de 1925 - Milão, 9 de novembro de 2003) foi um artista italiano, considerado um dos principais representantes do movimento da Arte Povera. Suas obras mais célebres são os chamados "iglus", estruturas hemisféricas feitas de diversos materiais.
Começou a desenhar durante a Segunda Guerra Mundial, quando foi preso por suas atividades com o grupo antifascista Giustizia e Libertà. Nos anos 60, a obra de Merz, com energia, luz e matéria, inseriu-o no movimento que Germano Celant chamou de arte povera, que, junto com o futurismo, continua sendo um dos movimentos de arte italiana mais influentes do século. É famosa, sobretudo, pelos seus iglus de diversos materiais, que começou a fabricar em 1968.

Este artista utilizou frequentemente a sequência de Fibonacci em muitas das suas obras desde os anos 1970, com diferentes elementos (neon, mesas, animais, jornais ...) e em formatos variados. Assim como os números de Fibonacci apontam para o infinito e descrevem o crescimento progressivo a partir da soma das figuras anteriores, Merz usa a famosa sequência para simbolizar a arte e o progresso social. Foi uma influência artística muito importante para o cineasta e artista plástico Hugo Sofovich, embora essa faceta do cineasta seja pouco conhecida.